# Elizabeth Patterson Bonaparte
Elizabeth Patterson Bonaparte (6 februarie 1785 - 4 aprilie 1879), cunoscută ca "Betsy", a fost fiica unui negustor din Baltimore, Maryland; prima soție a lui Jérôme Bonaparte și cumnata împăratului Napoleon I al Franței.